# Matilde de Inglaterra, Duquesa da Saxônia
Matilde de Inglaterra (em inglês:  Matilda ou Maud; Castelo de Windsor, junho de 1156 - Brunsvique, 28 de junho de 1189 ) foi princesa da Inglaterra como a filha mais velha de Henrique II de Inglaterra e Leonor da Aquitânia, e neta de Matilde de Inglaterra.
Através de seu casamento com Henrique, o Leão, foi Duquesa da Saxônia e em seguida da Baviera.

## Origem
Matilda era a meia-irmã por parte de mãe de Maria Capeto, condessa de Champagne e de Alice de França, filhas do rei Luís VII de França, primeiro marido de sua mãe, Leonor. Henrique, o Jovem era seu irmão mais velho. Ela também era a irmã mais velha de Ricardo I de Inglaterra, Godofredo II da Bretanha, Leonor de Inglaterra, Joana de Inglaterra, rainha da Sicília e João de Inglaterra.
Provavelmente ela foi chamada Matilde, por causa de sua avó paterna, a princesa Matilde de Inglaterra, esposa do conde Godofredo V de Anjou. Já seus avós maternos eram o duque Guilherme X da Aquitânia e Leonor de Châtellerault.

## Casamento
Quando em 1165, Reinaldo de Dassel, Arcebispo de Colônia, chegou à corte inglesa para negociar um casamento para Matilde, houve um conflito com Roberto de Beaumont, 2.° Conde de Leicester que o acusou de ser aliado do Antipapa Vítor IV. O plano original de arranjar uma união entra a filha de Henrique II e o filho de Frederico II, Sacro Imperador Romano-Germânico foi abandonado, levando Matilde a deixar o seu país em setembro de 1167 para casar-se com Henrique, o Leão.

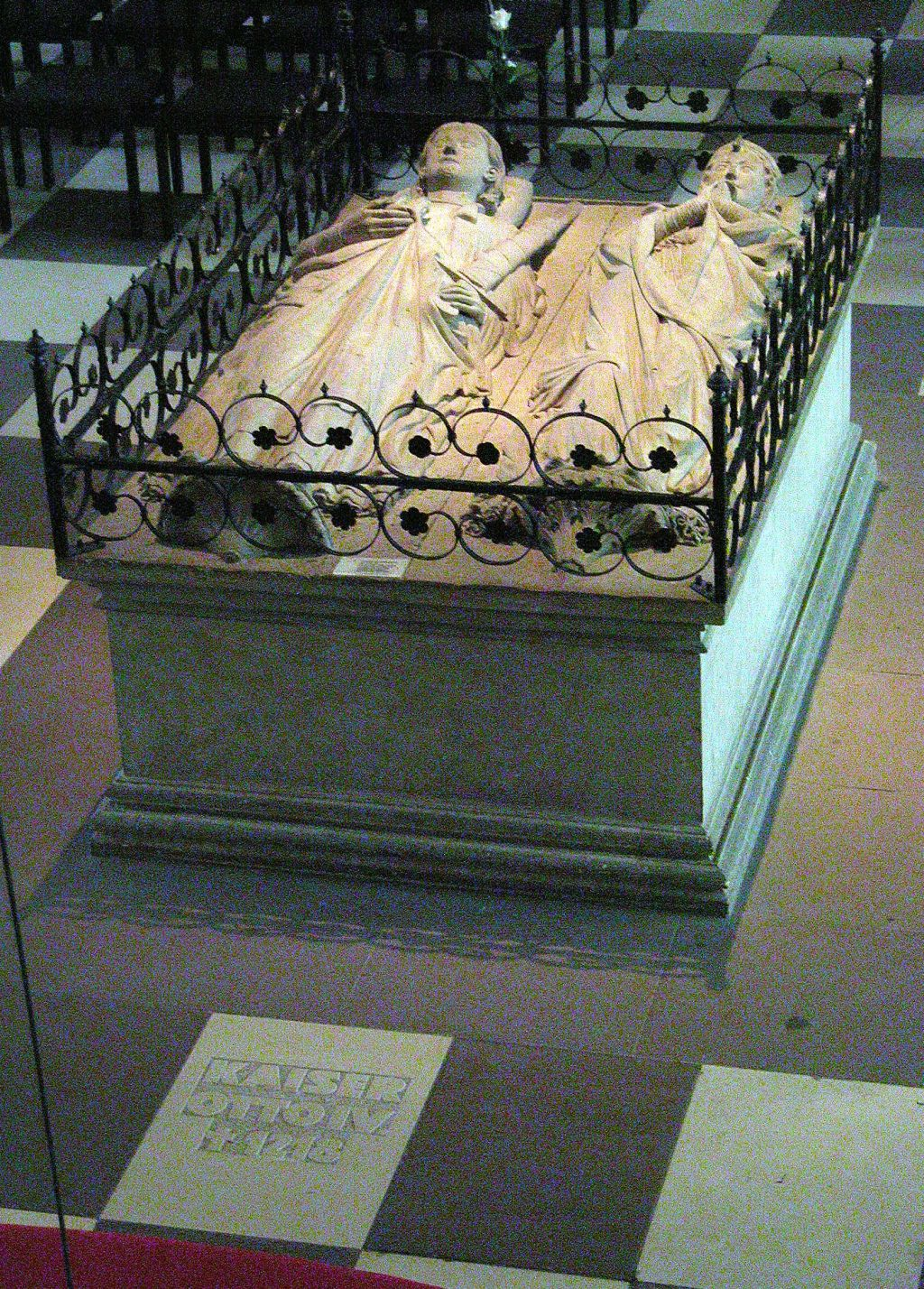
O sarcófago de Matilde e Henrique, Duque da Saxônia e da Baviera.

Ela se casou com Henrique, o Leão, Duque da Saxônia e da Baviera, em 1 fevereiro de 1168 em Minden Catedral. Eles tiveram quatro filhos e uma filha, entre eles o imperador Otão I.

## Regência e exílio
Durante seu casamento, seu marido era um dos mais poderosos aliados do imperador Frederico I. Enquanto seu marido estava na Terra Santa em 1172 e 1173, a Duquesa controlava seus Estados abundantes. Como resultado de um conflito entre Henrique o imperador em 1174, o casal foi obrigado a se refugiar na Normandia, na corte de Henrique II, em 1182. Lá, na corte de Argentan, Matilde se tornou amiga do trovador Bertrando de Born, que a imortalizou em dois poemas de amor, a identificado como Elena ou Lena.
Eles permaneceram na Normandia até 1185, quando puderam retornar para a Saxônia. Porém, em 1189, Frederico I ordenou novamente um exílio. Matilde continuou em Brunsvique para defender os interesses do marido, tendo morrido três meses depois, aos 32 ou 33 anos de idade, em 28 de junho de 1189, tendo sido enterrada na Catedral de Brunsvique.

## Descendência
- Matilde ou Richenza (1172 – 1209/10), esposa do conde Godofredo III de Perche e depois de Erguerrando III de Coucy. Teve descendência do primeiro marido;
- Henrique V, Conde do Palatinado do Reno  (1173/1174 – 28 de abril de 1227), sua primeira esposa foi Inês de Hohenstaufen, que lhe deu filhos, e em seguida, Inês de Landsberg, com quem não teve descendência;
- Lotário (1174/1175 – 16 de outubro de 1190);
- Otão IV do Sacro Império Romano-Germânico  (1175/1176 – 19 de maio de 1218), foi imperador do Sacro Império Romano-Germânico e rei da Germânia e Itália. Foi casado duas vezes, primeiro com Edite de Wessex e depois com Adelaide da Itália. Teve filhos com ambas;
- Guilherme de Winchester, Senhor de Luneburgo (11 de abril de 1184 – 12 de dezembro de 1213), marido da princesa Helena da Dinamarca, com quem teve um filho, o duque Otão I de Brunsvique-Luneburgo, chamado "Otão, a Criança".